# Adetus aberrans
Adetus aberrans es una especie de escarabajo del género Adetus, familia Cerambycidae. Fue descrita científicamente por Galileo & Martins en 2003.
Habita en Colombia. Los machos y las hembras miden aproximadamente 7,2 mm. El período de vuelo de esta especie ocurre en el mes de junio.